# Nanatsu no Taizai: Tenkū no Torawarebito
Nanatsu no Taizai: Tenkū no Torawarebito (劇場版 七つの大罪 天空の囚われ人?), también conocida como The Seven Deadly Sins the Movie: Prisoners of the Sky, es una película de animación japonesa basada en la serie de manga Nanatsu no Taizai escrita e ilustrada por Nakaba Suzuki. La película se estrenó el 18 de agosto de 2018 en Japón y el 29 de noviembre de 2018 en Corea del Sur por MJ Pictures. Su estreno mundial se realizó por Netflix el 31 de diciembre de 2018. 
Un manga por el autor original de la serie Nakaba Suzuki y una novela ligera por Shuka Matsuda fueron estrenados el 18 de agosto de 2018 en Japón con un éxito mundial.

## Sinopsis
Los 7 Pecados Capitales viajan a una tierra remota en busca del ingrediente fantasma “Pez de Cielo”. Meliodas y Hawk terminan en palacio celestial que está sobre las nubes, donde los habitantes tienen alas. Meliodas es confundido con un chico que cometió un crimen y es llevado a la cárcel. Mientras, los guerreros están preparando la defensa contra una criatura feroz, Indura, que despierta cada 3.000 años. Pero los 6 Caballeros de Negro, un ejército del clan de los demonios, llegan y le quitan el sello a la bestia antes de que los guerreros del palacio celestial puedan prepararse.

## Reparto de voz
Anexo:Personajes de Nanatsu no Taizai
| Personaje        | Seiyu              |
| ---------------- | ------------------ |
| Meliodas         | Yūki Kaji          |
| Elizabeth Liones | Sora Amamiya       |
| Hawk             | Misaki Kuno        |
| Diane            | Aoi Yūki           |
| Ban              | Tatsuhisa Suzuki   |
| King             | Jun Fukuyama       |
| Gowther          | Yūhei Takagi       |
| Merlin           | Maaya Sakamoto     |
| Escanor          | Tomokazu Sugita    |
| Solaad           | Tsubasa Yonaga     |
| Ellatte          | Haruka Tomatsu     |
| Bellion          | Toshiyuki Morikawa |

## Desarrollo
Está dirigida por Yasuto Nishikata y escrita por Makoto Uezu, presentando una historia original por Nakaba Suzuki y con Noriyuki Abe sirviendo como director general. El resto del elenco principal de la serie anime regresaron a repetir sus papeles en la película. La película presenta tres personajes originales llamados Solaad (con la voz de Tsubasa Yonaga), Elatte (con la voz de Haruka Tomatsu), y Bellion (con la voz de Toshiyuki Morikawa).

## Estreno
La película fue estrenada en los cines de Japón el 18 de agosto de 2018, y en Corea del Sur el 29 de noviembre de 2018. El lanzamiento del DVD y el Blu-ray en Japón está programado para el 27 de febrero de 2019 según el sitio oficial. Una versión doblada a diferentes idiomas fue lanzada por Netflix en todo el mundo el 31 de diciembre de 2018.